# Familia Castelbarco
Castelbarco es una antigua familia noble, de la cual se tienen datos desde la primera mitad del siglo XII , que unió su nombre a Vallagarina , dominada por la dinastía durante varios siglos, solo para establecerse en el área de Milán .

## Historia

### Los orígenes medievales: el Da Castelbarco
Los orígenes de la familia Castelbarco aún se desconocen. La leyenda que los quería de Bohemia fue negada [1] , los primeros registros ciertos datan de 1177 cuando, en Arco , Aldrighetto di Castelbarco mató al obispo de Trento Adelpreto . A pesar del episodio sangriento, es razonable suponer que los Castelbarco eran una familia de milites maiores inicialmente ofendidos por los obispos de Trento y con la intención, desde el siglo XII , de emanciparse. El nombre del linaje deriva de la mansión Castel Barco cerca Chiusole .
La heredera de Aldrighetto, Briano Castelbarco (...- 1192 ), aprovechó la ola del éxito del padre, el fortalecimiento de las bases políticas y militares de la dinastía durante los años de crisis en el Trentino obispado bajo Conrado II Da Beseno ( 1188 - 1205 ) . Briano logró tomar posesión del Castillo de Avio y el Castillo de Lizzana , garantizando el sólido asentamiento del Castelbarco en Val Lagarina . El heredero de Briano, Azzone Castelbarco , transformó el sitio de Avio, hasta entonces un castillo-recinto con torreón., un castillo residencial. Tras haber fallado al principado episcopal de Trento por voluntad del emperador Federico II de Suabia ( 1236 ), Azzone se alió con el vicario imperial Ezzelino III da Romano , comenzando a interferir de manera preponderante en la vida política de las pequeñas ciudades del valle que gravitaban alrededor de la fortaleza. de Avio.

Cuando Azzone murió en 1265 , fue el primogénito Guglielmo Castelbarco que lo sucedió. Guglielmo continuó en su política paterna de marcada independencia hacia el obispo de Trento, mereciendo una excomunión colectiva con los hermanos Bonifacio, Leonardo, Alberto y Federico. En 1266 conquistó el Castillo de Castellano en Castelnuovo e intentó sin éxito, en 1301 , liberarse del control de los cada vez más poderosos Scaligeri . En 1307 , Guglielmo Castelbarco ocupó Castel Pietra y Castel Beseno , anteriormente propiedad de la camarilla del da Beseno., comenzó la construcción de la Iglesia de Sant'Anastia en Verona y recibió a Dante Alighieri durante su estancia en el Scaligeri [2] . En 1310 , William acompañó al emperador Enrique VII de Luxemburgo en su expedición italiana, sosteniendo en su nombre la fortaleza de Bérgamo mientras la procesión imperial continuaba hacia Roma . Guglielmo logró anexar también la fortaleza de Castel Corno (su hermano Federico Castelbarco se casó con Beatrice dei Signori de Castelcorno ) y también destruyó el castillo de Castelnuovo (Castelnuovo).
Guglielmo Castelbarco murió sin herederos directos en 1320, por lo que su fortuna fue compartida entre los nietos. Aldrighetto Castelbarco se convirtió en señor de Lizzana, Rovereto (tal vez comenzó la construcción del castillo de la ciudad), Pietra y Beseno. Luego amplió sus dominios comprando (1324) las propiedades de los señores de Gardumo en Val di Gresta . Con la generación de los nietos de Aldrighetto se originó una fragmentación de los dominios familiares. De los hijos de Federico Castelbarco , hijo de Aldrighetto, se originaron las líneas del Castelbarco di Gresta y el Castelbarco de Albano y Nomesino.
A la vuelta de la Edad Media, el linaje de Castelbarco sigue produciendo líderes: el Azzone Castelbarco se encuentra entre los alumnos del gran maestro de Scrima ( esgrima tradicional italiana) Fiore dei Liberi ( 1350 - 1420 ). Desde un punto de vista político, los Castelbarco ahora están más comprometidos a defender sus dominios del apetito de los poderes que compiten por las tierras que gravitan alrededor del arco alpino oriental, la República de Venecia y los Habsburgo , que tratar de constituir un principado. uno mismo. Como las cuentas de Lodron, con los que a menudo estaban relacionados, la familia Castelbarco tuvo que negociar entre la Serenissima y los condes del Tirol a lo largo del siglo XV . En 1405 , Venecia extendió su protectorado sobre el Val Lagarina y en 1411 Azzone Castelbarco, señor de Avio, Ala, Brentonico y parte de Mori, legó sus feudos al Serenissima: de este legado los "Cuatro Vicariatos" de la Val Lagarina.

### El Renacimiento: Castelbarco entre Venecia y los Habsburgo
En 1441, Venecia conquistó y demolió los castillos castrobarcensi de Lizzana, Albano y Nomesino, que ya no se reconstruyeron; Las jurisdicciones, equivalentes a la porción oriental de Val di Gresta y Mori, pasaron bajo la República de Venecia.
En febrero de 1456, los dos hermanos Giorgio y Pietro Lodron , incitados por Giorgio Hack , obispo de Trento, ocuparon cuatro castillos de Giovanni Castelbarco : el Castillo de Castelnuovo di Noarna , el Castillo de Castellano , Castel Corno y el Castillo de Nomi . Castelnuovo y Castellano pasaron bajo los auspicios de los Lodron y nació el feudo de Castellano-Castelnuovo , mientras que Castel Corno y Nomi fueron al príncipe-obispo.
En 1497 , Antonio Castelbarco , ya un aliado de los venecianos, decidió ponerse del lado de los Habsburgo y aceptó la investidura de Maximiliano I de Habsburgo , conde de Tirol. En 1508 , mientras la Liga de Cambrai buscada por los Habsburgo luchaba contra los venecianos, la población de Val di Gresta expulsó a las tropas de la República de Serenissima, pero fue solo después de la Batalla de Agnadello (14 de mayo de 1509 ) que Val Lagarina y el bajo Trentino se convirtieron liberaron a algunos venecianos que pasaban bajo los auspicios de Austria .
El Castelbarco di Gresta, la única rama sobreviviente de la antigua familia, siguió siendo el dueño de las jurisdicciones tirolesas de Castelbarco y Gresta: esta última incluía los países de Ronzo, Chienis, Varano, Pannone y Valle; Mori fue uno de los "Cuatro Vicariatos", con Ala, Avio y Brentonico, cuya jurisdicción era episcopal.

### El siglo XVII: crisis y renacimiento de la familia
En la segunda mitad del siglo XVII , la historia del Castelbarco sufrió un cambio radical. En 1652, el feudo ancestral de Castelbarco pasó a los Lodron. En 1654 , en ausencia de herederos varones del príncipe-obispo Carlo Emanuele Madruzzo de Trento, el emperador Fernando III demostró estar a favor de reconocer los antiguos derechos de la familia Castelbarco en Val Lagarina. En 1663 , se realizaron las "cuatro vicariatos" a las cuentas Carlo, Francesco ( 1620 - 1695 ) y Giovanni Battista Castelbarco, los niños de Conde Scipione Castelbarco . El palacio de Castelbarco deLoppio , en Gresta. Giovanni Battista Castelbarco (1657-1713) se casó con Clarice Rangoni, pero no tuvo hijos. En 1699 fue embajador plenipotenciario del emperador Carlos VI en Italia y más tarde fue el primer gobernador del ducado de Mantua después de su regreso al imperio. Su hermano Sigismondo Carlo Castelbarco ( 1661 - 1708 ) se convirtió en príncipe obispo de Chiemsee . El tercer hermano Scipione Giuseppe Castelbarco ( 1665 - 1731 ), se casó con Constanza Visconti en 1696. Era hija y heredera de Cesare Visconti, marqués de Cislago, conde de Gallarate y gran de España, último de la rama de los Visconti de Cislago. El matrimonio aumentó considerablemente la riqueza de Giuseppe Scipione, quien heredó el marquesado de Cislago, el condado de Gallarate (que incluía Gallarate, Ferno, Samarate, Cassina Verghera, Bolladello, Solbiate por encima del Arno, Peveranza, Arnate, Cedrate, Santo Stefano y Cardano) a la que el Grandato de España de Primera Clase, el consignador de Somma, Crenna y Agnadello, y el feudo de Quinzano con Montonate, Villa en parte, San Pancrazio, Vizzola, Cimbro y Cuvirone mitad, siempre en el territorio de Varese. Giuseppe Scipione fue asesor del emperador Carlos VI y su embajador ante el duque de Saboya.luthier Stradivari : tres violines ( 1685 , 1699 y 1714 , este último convertido en un púrpura por luthier Jean-Baptiste Vuillaume [3] ) y un chelo de fecha 1697 .

### El siglo XVIII: el Castelbarco-Visconti-Simonetta
El castillo-palacio Visconti de Cislago, pasó a la familia Castelbarco con la enemistad en 1716 .
Los enfrentamientos de la Guerra de Sucesión española vieron a Giussepe Castelbarco ocupado sirviendo al emperador Carlos VI como embajador en los tribunales del norte de Italia, mientras que sus posesiones de Trentino, incluido el palacio dinástico de Loppio, fueron destruidas por las tropas francesas ( 1703 ).
Al necesitar alianzas en un Milán recientemente aprobado bajo el dominio austríaco (ver Tratado de Utrecht ), Scipione Giuseppe resolvió unirse a los Simonettas , una familia noble originaria de Calabria que se había establecido en el área de Milán durante tres siglos con excelentes conexiones políticas. Teresa Castelbarco (...- 1786 ), hija de Scipione y Costanza Visconti, se casó con Antonio Simonetta (...- 1773 ), chambelán de los Habsburgo en Milán, quien se casó con Francisco III d. Este, duque de Módena y de Reggio y feudatorio de la vida natural durante Varese. Carlo Francesco Ercole Castelbarco(... - 1734 ), hermano de Teresa, obtuvo del emperador Carlos VI la investidura de las enemistades maternas de Visconti, convirtiéndose en Marqués de Cislago ( 1716 ), y continuó en la elección paternal de la alianza con las Simonettas. Era un oficial del ejército de Eugenio de Saboya al servicio de Carlos VI. Nombrado Coronel en 1731 se convirtió en ayudante general del Mariscal de la Merced, pero murió en la batalla de Crocetta en Parma en 1734. El 2 de junio de 1749 , Cesare Castelbarco Hércules ( 1730 - 1755 ), hijo de Charles Francis Hércules, se casó con su prima Francesca Simonetta ( 1731 -1796 ), nacido del matrimonio Castelbarco-Simonetta, sancionando la unión de las dos familias. El matrimonio también le dio a la familia Castelbarco la posesión de la Villa Contessa , una gran propiedad de Simonetta en el área de Vaprio d'Adda arrendada por la iglesia de Milán.

### El siglo XIX: la Castelbarcos-Albani
Villa Imperiale (Pesaro) , pasó a los albaneses en 1777
En el momento del conde Cesare Castelbarco Pompeo ( 1782 - 1860 ), hijo de Charles Ercole Castelbarco ( 1750 - 1814 ) de la tarde Cesare Ercole y Maria Visconti Litta Arese ( 1761 - 1815 ), el Castelbarcos ahora vivían la mayor parte del año en Milán o en sus vastas propiedades en Lombardía (además de la Villa Contessa también tomaron posesión de un vasto edificio en Imbersago y la villa-castillo de los Visconti de Cislago ). Las jurisdicciones feudales de Trentino fueron administradas por capitanes y vicarios, mientras que las propiedades familiares se confiaron a los administradores.
El 15 de junio de 1831 Prince Charles Castelbarco ( 1808 - 1880 ), hijo de César, Pompeyo se casó con Antonia Litta Albani ( 1814 - 1855 ), obteniendo una dote Villa Albani en Roma y el derecho al doble de la última Castelbarco-Albani para los herederos siguiente del feudo (1848-1858) de Montignano Alb
- Datos: Q3662199